# Ousmane N'Dong
Ousmane N'Dong (Dakar, Senegal; 20 de septiembre de 1999) es un futbolista senegalés. Juega como defensa y su equipo actual es Gol Gohar Sirjan de la Iran Pro League.

## Trayectoria
Surgido de las inferiores de Lanús, Ousmane fue subido al primer equipo a mediados de 2020 de la mano de Luis Zubeldía. Debutó en primera el 15 de noviembre de 2020 frente a Newell's Old Boys, en la derrota 2-4 por la tercera fecha de la Copa de la Liga Profesional, convirtiéndose en el primer senegalés en jugar en el fútbol argentino.

## Estadísticas
Actualizado al último partido disputado el 27 de diciembre de 2024.
| Club                      | País          | Año           | Partidos | Goles |
| ------------------------- | ------------- | ------------- | -------- | ----- |
| Lanús                     | Argentina     | 2020-2021     | 2        | 0     |
| Albion                    | Uruguay       | 2022          | 26       | 1     |
| Gualaceo S. C.            | Ecuador       | 2023          | 20       | 1     |
| Esteghlal Khuzestan F. C. | Irán          | 2024          | 14       | 3     |
| Gol Gohar F. C.           | Irán          | 2024-act.     | 14       | 0     |
| Total carrera             | Total carrera | Total carrera | 76       | 5     |